# Celta de Vigo Fortuna
Maillots
Actualités
Le Real Club Celta de Vigo Fortuna est un club espagnol de football basé à Vigo (Province de Pontevedra, Galice). Fondé en 1927, il constitue l'équipe réserve du Celta de Vigo et évolue actuellement en Primera Federación.
Le club joue ses matchs à domicile au Terrain municipal de Barreiro.

## Histoire
En 1927, le Sport Club Turista est fondé, et neuf ans plus tard, il est rebaptisé Club Turista. En 1988, une fusion est prévue avec le Gran Peña FC (en), mais finalement, le Turista est absorbé par le Celta de Vigo, et prend le nom de Celta Turista ; le Gran Peña continue de concourir dans les décennies suivantes en tant que club indépendant.
Lors de sa première saison de football professionnel, le Celta Turista joue en Preferente Autonómica, terminant en première position avec 57 points. Le club a d'abord atteint la troisième division en 1992-1993, avant d'être relégué la saison suivante. En 1996, afin de se conformer au nouveau règlement de la Fédération royale espagnole de football, le club a changé de nom pour devenir le Celta de Vigo B. Puis, lors de la saison 1996-1997, le club a terminé en 19e position de Segunda División B et est relégué en Tercera.
En 2002, le club remporte la Copa Federación en s'imposant en final contre le CF Gavà (es).
Au cours de la saison 2018-2019, le Celta B est proche de la relégation, mais conserve sa place en Segunda División B lors des barrages de relégation en battant le CD Alcoyano. Le club termine à la 16e place.
Le 23 mars 2023, le club change le nom de la réserve en Celta Fortuna, en l'honneur de son prédécesseur, le Real Fortuna FC (en).

## Saison par saison
En tant que club indépendant
| Saison    | Niveau | Division            | Place | Copa del Rey |
| --------- | ------ | ------------------- | ----- | ------------ |
| 1943-1944 | 4      | Division régionales | 1er   |              |
| 1944-1945 | 3      | Tercera División    | 3e    |              |
| 1945-1946 | 3      | Tercera División    | 6e    |              |
| 1946-1947 | 3      | Tercera División    | 10e   |              |
| 1953-1954 | 3      | Tercera División    | 4e    |              |
| 1954-1955 | 3      | Tercera División    | 6e    |              |
| 1955-1956 | 3      | Tercera División    | 2e    |              |
| 1956-1957 | 3      | Tercera División    | 2e    |              |
| 1957-1958 | 3      | Tercera División    | 1er   |              |
| 1958-1959 | 3      | Tercera División    | 2e    |              |
| 1959-1960 | 3      | Tercera División    | 4e    |              |
| 1960-1961 | 3      | Tercera División    | 3e    |              |
| 1961-1962 | 3      | Tercera División    | 7e    |              |
| 1962-1963 | 3      | Tercera División    | 6e    |              |
| 1963-1964 | 3      | Tercera División    | 6e    |              |

| Saison    | Niveau | Division              | Place | Copa del Rey |
| --------- | ------ | --------------------- | ----- | ------------ |
| 1964-1965 | 3      | Tercera División      | 13e   |              |
| 1965-1966 | 3      | Tercera División      | 9e    |              |
| 1966-1967 | 3      | Tercera División      | 8e    |              |
| 1967-1968 | 3      | Tercera División      | 11e   |              |
| 1969-1970 | 3      | Tercera División      | 14e   |              |
| 1977-1978 | 4      | Tercera División      | 17e   |              |
| 1978-1979 | 4      | Tercera División      | 10e   |              |
| 1979-1980 | 4      | Tercera División      | 13e   |              |
| 1980-1981 | 4      | Tercera División      | 16e   |              |
| 1981-1982 | 4      | Tercera División      | 6e    |              |
| 1982-1983 | 4      | Tercera División      | 12e   |              |
| 1983-1984 | 4      | Tercera División      | 12e   |              |
| 1984-1985 | 4      | Tercera División      | 18e   |              |
| 1985-1986 | 4      | Tercera División      | 19e   |              |
| 1986-1987 | 5      | Preferente Autonómica | 7e    |              |

En tant qu'équipe réserve du Celta de Vigo
| Saison    | Niveau | Division              | Place |
| --------- | ------ | --------------------- | ----- |
| 1988-1989 | 5      | Preferente Autonómica | 1er   |
| 1989-1990 | 4      | Tercera División      | 9e    |
| 1990-1991 | 4      | Tercera División      | 6e    |
| 1991-1992 | 4      | Tercera División      | 2e    |
| 1992-1993 | 3      | Segunda División B    | 15e   |
| 1993-1994 | 3      | Segunda División B    | 20e   |
| 1994-1995 | 4      | Tercera División      | 3e    |
| 1995-1996 | 4      | Tercera División      | 3e    |
| 1996-1997 | 3      | Segunda División B    | 19e   |
| 1997-1998 | 4      | Tercera División      | 3e    |
| 1998-1999 | 4      | Tercera División      | 3e    |
| 1999-2000 | 4      | Tercera División      | 1er   |
| 2000-2001 | 4      | Tercera División      | 1er   |
| 2001-2002 | 3      | Segunda División B    | 13e   |
| 2002-2003 | 3      | Segunda División B    | 14e   |
| 2003-2004 | 3      | Segunda División B    | 3e    |
| 2004-2005 | 3      | Segunda División B    | 8e    |
| 2005-2006 | 3      | Segunda División B    | 15e   |
| 2006-2007 | 3      | Segunda División B    | 13e   |
| 2007-2008 | 3      | Segunda División B    | 8e    |

| Saison    | Niveau | Division              | Place    |
| --------- | ------ | --------------------- | -------- |
| 2008-2009 | 3      | Segunda División B    | 5e       |
| 2009-2010 | 3      | Segunda División B    | 9e       |
| 2010-2011 | 3      | Segunda División B    | 9e       |
| 2011-2012 | 3      | Segunda División B    | 20e      |
| 2012-2013 | 4      | Tercera División      | 2e       |
| 2013-2014 | 3      | Segunda División B    | 18e      |
| 2014-2015 | 3      | Segunda División B    | 13e      |
| 2015-2016 | 3      | Segunda División B    | 11e      |
| 2016-2017 | 3      | Segunda División B    | 3e       |
| 2017-2018 | 3      | Segunda División B    | 4e       |
| 2018-2019 | 3      | Segunda División B    | 16e      |
| 2019-2020 | 3      | Segunda División B    | 14e      |
| 2020-2021 | 3      | Segunda División B    | 1er / 2e |
| 2021-2022 | 3      | Primera División RFEF | 6e       |
| 2022-2023 | 3      | Primera Federación    | 5e       |
| 2023-2024 | 3      | Primera Federación    | 4e       |
| 2024-2025 | 3      | Primera Federación    | 8e       |
| 2025-2026 | 3      | Primera Federación    |          |

- 46 saisons en Tercera División[4] puis Segunda División B[5] puis Primera División RFEF (D3)
- 19 saisons en Tercera División (D4)

## Joueurs et personnalités du club

### Entraîneurs
| Rang | Nom                     | Période   |
| ---- | ----------------------- | --------- |
| 1    | Ramón Carnero           | 1992-1993 |
| 2    | Jacinto Barreiro        | 1993-1994 |
| 3    | Javier Maté             | 1996-1997 |
| 4    | Milo Abelleira          | 1999-2003 |
| 5    | Rafael Sáez Javier Maté | 2003-2004 |
| 6    | Rafael Sáez             | 2004-2007 |
| 7    | Chuti Molina            | 2007-2008 |
| 8    | Alejandro Menéndez      | 2007-2009 |
| 9    | Milo Abelleira          | 2009-2011 |
| 10   | Fonsi Valverde          | 2011-2012 |

| Rang | Nom                                   | Période   |
| ---- | ------------------------------------- | --------- |
| 11   | Pichi Lucas                           | 2011-2013 |
| 12   | David de Dios                         | 2013-2014 |
| 13   | Fredi Álvarez Javier López Toni Otero | 2014-2015 |
| 14   | Javier Torres Gómez                   | 2015-2016 |
| 15   | Alejandro Menéndez                    | 2015-2017 |
| 16   | Rubén Albés                           | 2017-2019 |
| 17   | Jacobo Montes Couñago                 | 2019-2020 |
| 18   | Onésimo Sánchez                       | 2020-2022 |
| 19   | Claudio Giráldez                      | 2022-     |

### Effectif actuel
| N° | Nat.                 | Poste | Nom du joueur    |
| -- | -------------------- | ----- | ---------------- |
| 1  | Drapeau de l'Espagne | G     | Coke Carrillo    |
| 2  | Drapeau de l'Espagne | D     | Iván López       |
| 3  | Drapeau de l'Espagne | D     | Tincho           |
| 4  | Drapeau de l'Espagne | D     | Javi Domínguez   |
| 5  | Drapeau de l'Espagne | D     | Gael Alonso      |
| 6  | Drapeau de l'Espagne | M     | Damián Rodríguez |
| 7  | Drapeau de l'Espagne | A     | Miguel Rodríguez |
| 8  | Drapeau de l'Espagne | M     | Bruno Iglesias   |
| 9  | Drapeau de l'Espagne | A     | Pablo Durán      |
| 10 | Drapeau de l'Espagne | A     | Raúl Blanco      |
| 11 | Drapeau de l'Espagne | A     | Alfon            |
| 13 | Drapeau de l'Espagne | G     | Ruly García      |
| 14 | Drapeau de l'Espagne | M     | Miguel Román     |

| No. | Nat.                 | Position | Nom du joueur        |
| --- | -------------------- | -------- | -------------------- |
| 15  | Drapeau de l'Espagne | M        | Fer López            |
| 17  | Drapeau de l'Espagne | D        | Javi Rueda           |
| 18  | Drapeau de l'Espagne | D        | Joel López           |
| 19  | Drapeau de l'Espagne | A        | Manu Garrido         |
| 20  | Drapeau de l'Espagne | D        | Javi Rodríguez       |
| 21  | Drapeau de l'Espagne | M        | Víctor San Bartolomé |
| 22  | Drapeau de l'Espagne | M        | Hugo Sotelo          |
| 23  | Drapeau de l'Espagne | M        | Hugo Álvarez         |
| 24  | Drapeau de l'Espagne | G        | César Fernández      |
| 30  | Drapeau de l'Espagne | A        | Mario Fuente         |
| —   | Drapeau de l'Espagne | D        | Carlos Domínguez     |
| —   | Drapeau de l'Espagne | A        | Dani González        |

## Palmarès
- Tercera División (3)
  - Champion : 1957-1958, 1999-2000, 2000-2001
  - Vice-champion : 1955-1956, 1956-1957, 1958-1959, 1991-1992, 1998-1999, 2012-2013
- Copa Federación (1)
  - Champion : 2001-2002